# Kasun Kalhar Senevirathne
Kasun Kalhar Senevirathne (* 1. November 1989) ist ein sri-lankischer Sprinter, der sich auf den 400-Meter-Lauf spezialisiert hat.

## Sportliche Laufbahn
Erste internationale Erfahrungen sammelte Kasun Kalhar Senevirathne im Jahr 2009, als er bei den Asienmeisterschaften in Guangzhou mit der sri-lankischen 4-mal-400-Meter-Staffel in 3:07,99 min den fünften Platz belegte. Im Jahr darauf nahm er dann mit der Staffel an den Commonwealth Games in Neu-Delhi teil, verpasste dort aber mit 3:08,77 min den Finaleinzug. Anschließend erreichte er bei den Asienspielen in Guangzhou mit 3:07,97 min Rang fünf. 2011 wurde er bei den Asienmeisterschaften in Kōbe mit 3:09,26 min Vierter und schied daraufhin bei den Militärweltspielen in Rio de Janeiro mit 3:12,99 min im Vorlauf aus. Zwei Jahre später gewann er bei den Asienmeisterschaften im indischen Pune in 3:04,92 min die Bronzemedaille mit der Staffel hinter den Teams aus Saudi-Arabien und Japan. Zudem qualifizierte sich die Mannschaft für die Teilnahme an den Weltmeisterschaften in Moskau, bei denen sie aber mit 3:06,59 min den Finaleinzug verpasste. 2014 schied er bei den Commonwealth Games in Glasgow mit 3:08,10 min in der Vorrunde aus und anschließend belegte er bei den Asienspielen im südkoreanischen Incheon in 3:08,11 min Rang sieben.
Bei den Militärweltspielen in Mungyeong erreichte er im 400-Meter-Lauf das Halbfinale und schied dort mit 47,06 s aus, während er sich mit der Staffel nach 3:08,65 min auf dem sechsten Platz klassierte. 2016 gewann er dann bei den Südasienspielen in Guwahati in 3:07,59 min die Silbermedaille mit der Staffel hinter dem Team aus Indien.
2013 wurde Sevevirathne sri-lankischer Meister im 200- und 400-Meter-Lauf.

## Persönliche Bestleistungen
- 200 Meter: 21,58 s (−0,8 m/s), 19. Oktober 2013 in Kuala Lumpur
- 400 Meter: 46,65 s, 18. September 2013 in Colombo